# Martin Achtnich
Martin Achtnich (* 20. Mai 1918 in Winterthur, Schweiz; † 3. Juli 1996 ebenda) war ein Schweizer Psychologe und Pädagoge und Schüler von Leopold Szondi.

## Biografie
Martin Achtnich war der jüngste Sohn einer Fabrikantenfamilie, den Inhabern der Strickerei SAWACO Achtnich. Er hat ein Universitätsstudium in Philosophie, Pädagogik und Psychologie absolviert. Parallel dazu absolvierte er auch eine Ausbildung am Institut für Angewandte Psychologie (IAP) in Zürich, wo er seine Kenntnisse in Berufsberatung und Information, Berufskrankheiten, Charakterologie, Tiefenpsychologie, klinische Psychologie, Rorschach-Diagnostik, Graphologie und psychologische Beratung vertieft hat. Er schrieb eine Doktorarbeit über Normwerte der Kraepelinschen Arbeitskurve für 10- bis 15-jährige Knaben und Mädchen und ihre Bedeutung für die Erfassung schwererziehbarer Kinder.
Während seiner Ausbildung am IAP lernte er 1946 Leopold Szondi kennen, einen ungarischen Psychiater und Psychoanalytiker, der während des Zweiten Weltkriegs Zuflucht in der Schweiz gesucht hatte. Szondi unterrichtete über seinen Test (Szondi-Test) und über Schicksalsanalyse. Mit drei anderen Studenten war Achtnich Teil der ersten von Szondi koordinierten Studiengruppe.
Im Jahr 1947 begann Achtnich als professioneller Berater zu arbeiten und nahm durchschnittlich 450 junge Menschen pro Jahr auf. Er blieb dieser Tätigkeit, die er sein Leben lang mit großer Hingabe ausübte, treu. Von 1949 bis 1960 leitete er das Zentrum für Berufsberatung in Winterthur. In dieser Position entwickelte er Projekte von großem sozialem Umfang im Bereich der Berufsinformation.
1961 begann er als professioneller Berufsberater in einer privaten Praxis zu arbeiten. Dort behandelte er Menschen, die eine berufliche und persönliche Krise hatten, oder mit Lern- und Arbeitsstörungen konfrontiert waren. Die theoretische Grundlage seiner Arbeit hatte er in der „Arbeitsgruppe zur Schicksalsanalyse und Experimentellen Erforschung der Pulse“ zusammen mit Leopold Szondi drei Jahre lang erworben. Er war Mitglied der „Schweizerischen Gesellschaft für Schicksalsanalytische Therapie“ und der „Schweizerischen Gesellschaft der PsychotherapeutInnen für Kinder und Jugendliche“.
Später begann Achtnich seine Arbeit am BBT – Berufsbilder-Test. Den Anstoß gab Hansjörg Ringger mit der Idee, einen Test zur Klärung des beruflichen Neigungsprofils unter Berücksichtigung der Faktoren der Schicksalsanalyse zu gestalten. Nach der Anleitung von Szondi wurde beschlossen, einen Test basierend auf Fotos zu erstellen, da diese eine größere Erinnerungskraft als Worten hätten. Für die Standardisierung des Tests wurde die von Freud entwickelte Technik der Assoziationen zugrunde gelegt. Es hat fast 20 Jahren gebraucht, bis der endgültige Test nach fünf Testvarianten und vielfachen Untersuchungen und Forschungen abgeschlossen wurde.
Der BBT wurde in der Schweiz weithin akzeptiert und Mitte der 1980er Jahre in verschiedenen europäischen Ländern eingeführt und wurde 1987 in Belgien zunächst ins Französische übersetzt. Seitdem wurde dieser Test unter anderem in Belgien, Frankreich, Israel und Polen eingesetzt.
Achtnich verstarb am 3. Juli 1996 in Winterthur und fand seine letzte Ruhestätte auf dem Friedhof Seen.

## Veröffentlichungen
- Willensfreiheit und Zwang in der Berufsberatung der Arbeitsscheuen. In: Berufsberatung und Berufsbildung. Zeitschrift des Schweizerischen Verbandes für Berufsberatung. Zürich, Oktober 1951, ZDB-ID 529604-3.
- Warum es sich lohnt, den Berufsberater beizuziehen. In: Schweizer Spiegel. Zürich, Oktober 1952, ZDB-ID 998439-2.
- Grundlegende Wahrscheinlichkeitsberechnungen zum Szondi-Test. In: Szondiana. I. Verlag Hans Huber, Bern 1953, ZDB-ID 749357-5..
- Berufsbilder-Wahltest auf Grund der Szondischen Theorie. Bericht über das 3. Kolloquium der Internationalen Forschungsgemeinschaft für Schicksalspsychologie, 13.–15. August 1963. In: Szondiana. VI. Huber Verlag, Bern 1966, ZDB-ID 749357-5.
- Autofahrer im Szonditest. Bericht über das 4. Kolloquium der Internationalen Forschungsgemeinschaft für Schicksalspsychologie, 23.–27. August 1966. In: Szondiana. VII. Huber Verlag, Bern 1967, ZDB-ID 749357-5.
- Schicksalsanalytisch orientierte Berufsberatung anhand des Berufsbilder-Wahltestes. Ein Beitrag zur Psychologie der Berufswahl, des Berufswechsels und der Berufsprognose. Bericht über das 5. Kolloquium der Internat. Forschungsgemeinschaft für Schicksalspsychologie, Louvain-Löwen 31. August–3. September 1969. In: Szondiana. VIII. Hans Huber, Bern 1971 (L´Analyse du Destin. Nauwelaerts, Louvain 1971).
- Der Berufsbilder-Test. Projektives Verfahren zur Abklärung der Berufsneigung. Verlag Hans Huber, Bern/Stuttgart/Wien 1979, ISBN 3-456-80657-4 (Neuauflage: 2010).
- mit K. Halder: Berufsbilder-Test und Graphologie in der Berufs- und Laufbahnberatung. In: Szondiana. Zeitschrift für Tiefenpsychologie und Beiträge zur Schicksalsanalyse. Redaktion: Stiftung Szondi-Institut. 5. Jg., Zürich 1985, Heft 2.
- Charakterologie der Turn- und Sportlehrer/innen anhand des Berufsbildertests. In: Szondiana. Zeitschrift für Tiefenpsychologie und Beiträge zur Schicksalsanalyse. Redaktion: Stiftung Szondi-Institut. 6. Jg., Zürich 1986, Nr. 1.
- Der Berufsbildertest. Seine Anwendung in der Berufs- und Laufbahnberatung – eine Einführung. Hans Huber, Bern 1987, ISBN 3-456-81639-1 (29 S.).
- Le BBT, Test de Photos de Professions. Méthode projective pour la clarification de l'inclination professionelle. Aus dem Deutschen von André Leleux und Ria Walgraffe-Vanden Broucke. Editest, Bruxelles; Szondi-Verlag, Winterthur 2010, ISBN 978-3-9523696-3-0 (342 S.; Erstausgabe: 1987).
- Introduction au Test de Photos de Professions. In: La Revue de Psychologie Appliquée. Nr. 4, Paris 1988, ISSN 0035-1709.
- Le BBT dans L´orientation Professionelle. Colloque d´Orientation Professionelle, Université Catholique de Louvain-La-Neuve, 2.–3. Juni 1988.
- BBT – Teste de Fotos de Profissões. Cetepp, São Paulo 1991.